# Liu Shaoqi
Liu Shaoqi (chinês: 刘少奇, pinyin: Liú Shào qí; 24 de novembro 1898 – 12 de novembro de 1969) foi um revolucionário, político e teórico chinês. Foi o primeiro presidente do Comitê Permanente do Congresso Nacional do Povo, de 1954 a 1959, primeiro vice-presidente do Partido Comunista da China, de 1956 a 1966, e presidente da República Popular da China (o líder de estado de jure) de 1959 a 1968, período no qual implementou uma série de políticas para a reconstrução econômica da China.
Durante 15 anos, Liu foi o terceiro homem mais poderoso da China, atrás somente do presidente Mao Zedong e do primeiro-ministro Zhou Enlai. Originalmente preparado para ser o sucessor de Mao, acabou por antagonizar o presidente no começo dos anos 60, antes da Grande Revolução Cultural Proletária, e a partir de 1966 passou a ser objeto direto de crítica até ser expurgado. Desapareceu da vida pública em 1968, sendo rotulado como o "comandante do quartel-general da burguesia chinesa", o maior "seguidor da via capitalista" e traidor da revolução.
Morreu sob forte tratamento médico no final de 1969, mas foi postumamente reabilitado por Deng Xiaoping em 1980, recebendo assim um memorial em seu nome.

## Biografia

### Juventude
Liu nasceu em uma família de camponeses moderadamente rica na vila de Huaminglou, Ningxiang, província de Hunan; sua cidade natal ancestral está localizada no condado de Jishui, Jiangxi. Estudou na Escola Secundário Zhusheng de Ningxiang, e foi indicado para ter aulas em Xangai para preparar-se para estudar na Rússia. Em 1920, ele e Ren Bishi filiaram-se no Corpo da Juventude Socialista; no ano seguinte, Liu foi recrutado para estudar na da Universidade dos Trabalhadores do Leste em Moscou, da Internacional Comunista.
Ingressou no recém formado Partido Comunista da China em 1921. No ano seguinte, retornou à China, atuando como secretário do Sindicato dos Trabalhadores de Toda a China liderou diversas greves de ferroviários, no vale Yangtzé e em Anyuan na fronteira Jiangxi-Hunan.

### Primeiras atividades políticas
Em 1925, Liu tornou-se membro do Comitê Executivo da Federação do Trabalho de Toda a China baseado em Cantão. Durante os próximos dois anos, liderou diversas campanhas políticas e greves em Hubei e Xangai. Trabalhou com Li Lisan em Xangai em 1925, organizando a atividade dos comunistas após o Incidente de Trinta de Maio. Após seu trabalho em Xangai, Liu viajou para Wuhan. Ele foi brevemente preso em Changsha e então voltou para Cantão para ajudar a organizar a longa greve de 16 meses de Cantão-Hong Kong.
Foi eleito para o Comitê Central do Partido em 1927, e foi nomeado como chefe do Departamento de Trabalho. Liu voltou a trabalhar na base do Partido em Xangai em 1929, e foi nomeado secretário do Comitê do Partido da Manchúria em Fengtian. Em 1930 e 1931, esteve presente nas Terceira e Quarta Plenárias do Sexto Comitê Central, e foi eleito para o Comitê Executo Central (i.e., Politburo) da República Soviética da China entre 1931 e 1932. Ao final de 1932, Liu deixou Xangai e viajou para o Soviéte de Jiangxi.

### Líderança sênior
Liu virou Secretário do Partido da província de Fujian em 1932. Ela acompanhou a Longa Marcha em 1934 pelo menos até a crucial Conferência de Zunyi, mas foi enviado para as então chamadas "Áreas Brancas" (áreas controladas pelo Kuomintang) para reorganizar as atividades clandestinas no norte da China, centrado em torno de Pequim e Tianjin. Passou a ser Secretário do Partido no Norte da China em 1936, liderando os movimentos anti-japoneses na área com a assistência de Peng Zhen, An Ziwen, Bo Yibo, Ke Qingshi, Liu Lantao, e Yao Yilin. Liu dirigiu o Birô Central de Planícies em 1939; e, em 1941, o Birô Central da China. Algumas fontes japonesas alegam que as atividades de sua organização levaram ao Incidente da Ponte Marco Polo, em julho de 1937, o que deu ao Japão a desculpa para iniciar a Segunda Guerra Sino-Japonesa.
Em 1937, Liu viajou para a base comunista em Yanan; em 1941, ele passou a ser um comissário político do Novo Quarto Exército. Ele foi eleito como um dos cinco Secretários do Partido Comunista da China no 7º Congresso Nacional do Partido Comunista da China em 1945. Após o congresso, ele passou a ser o líder supremo de todas as forças comunistas na Manchúria e no norte da China, uma posição frequentemente ignorada pelos historiadores.
Liu tornou-se Vice-Presidente do Governo Central do Povo em 1949. Em 1954, China adotou uma nova constituição no primeiro Congresso Nacional do Povo; na primeira sessão do Congresso, Liu foi eleito Presidente do Comitê Permanente, uma posição que ele manteve até o segundo congresso, realizado em 1959. De 1956 até sua queda em 1966, atuou como o primeiro Vice-Presidente do Partido Comunista da China.
O trabalho de Liu focou em questões organizacionais do partido e assuntos teóricos. Ele era um comunista de estilo mais ortodoxo-soviético, e favoreceu o planejamento do estado e o desenvolvimento da indústria pesada. Ele também elaborou sobre suas crenças políticas e econômicas em seus escritos. Seus trabalhos mais conhecidos incluem Como ser um Bom Comunista (1939), Sobre o Partido (1945), e Internacionalismo e Nacionalismo (1952).

### Presidência
Liu falou fortemente em favor do Grande Salto Adiante no Oitavo Congresso Nacional do Partido Comunista da China em maio de 1958. Nesse congresso, Liu ficou ao lado de Deng Xiaoping e Peng Zhen em apoio às políticas de Mao contra aqueles que eram mais críticos, como Chen Yun e Zhou Enlai.
Como resultado, Liu ganhou influência dentro do partido; em abril de 1959, sucedeu Mao como Presidente da República Popular da China. No entanto, Liu começou a dar indícios de preocupações com relação aos resultados do Grande Salto na Plenária de Lushan, realizada em agosto de 1959. Como forma de corrigir os erros do Grande Salto Adiante, Liu e Deng lideraram reformas econômicas que reforçaram seu prestígio entre o aparato do partido e a população nacional. As políticas econômicas de Deng e Liu foram notáveis por serem mais moderadas do que as ideias radicais de Mao.

### Conflito com Mao

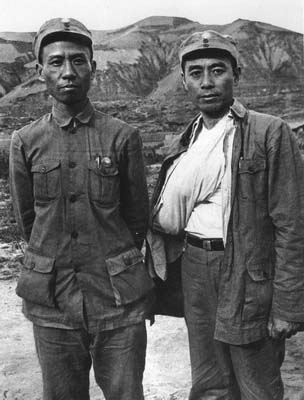
Liu Shaoqi e Zhou Enlai, 1939

Liu foi anunciado publicamente como sendo o escolhido para suceder Mao em 1961; no entanto, por volta de 1962 a sua oposição às políticas de Mao fizeram com que Mao desconfiasse dele. Após o sucesso de Mao em restaurar seu prestígio durante os anos 60, a queda eventual de Liu passou a ser "inevitável". A posição de Liu como o segundo líder mais poderoso do Partido Comunista contribui para a rivalidade de Mao com ele tanto quanto as crenças políticas de Liu ou as alianças faccionais que surgiram nos anos 60, indicando que a posterior perseguição a Liu foi o resultado de uma luta por poder que foi além dos objetivos e do bem-estar tanto da China como do Partido.
Por volta de 1966, alguns líderes seniores na China questionaram a necessidade de uma ampla reforma para combater os crescentes problemas de corrupção e burocracia dentro do Partido e do governo. Com o objetivo de reformar o governo para que fosse mais eficiente e leal ao ideal comunista, o próprio Liu presidiu a reunião ampliada do Politburo que oficialmente deu início à Revolução Cultural. No entanto, Liu e seus aliados políticos rapidamente perderam o controle da Revolução Cultural logo após seu início, quando Mao usou o movimento para progressivamente monopolizar o poder político e destruir seus inimigos.

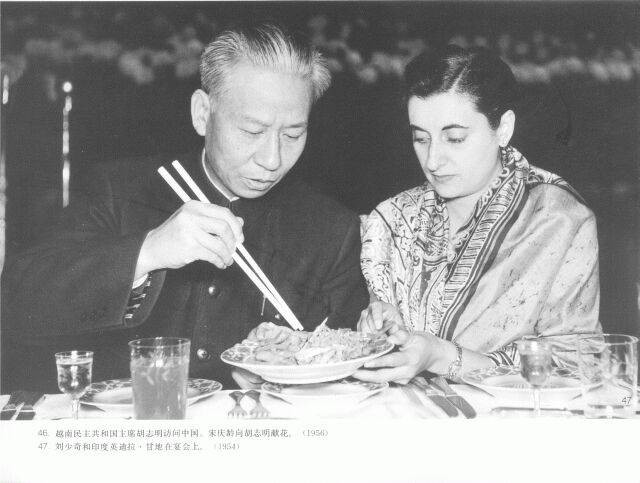
Liu Shaoqi e Indira Gandhi, 1959

Ainda que houvessem outras causas, a Revolução Cultural, declarada em 1966, era abertamente pró-Mao, e deu a Mao poder e influência para purgar o Partido de seus inimigos políticos nos mais elevados níveis do governo. Juntamente com o fechamento de escolas e universidades na China, e as exortações de Mao para que os jovens chineses randomicamente destruíssem antigas construções, templos, arte, e atacassem seus professores, administradores de escolas, líderes partidários e pais, a Revolução Cultural também aumentou o prestígio de Mao a um nível em que vilas inteiras adotaram a prática de oferecer orações a Mao antes de cada refeição.
Tanto na política nacional como na cultura popular chinesa, Mao foi estabelecido como uma espécie de semideus que não respondia para ninguém, purgando qualquer um que ele suspeitava de oposição e dirigindo as massas e a Guarda Vermelha para "destruir virtualmente todas as instituições do estado e do partido". Após a Revolução Cultural ser anunciada, muitos dos membros mais experientes do Partido que demonstraram qualquer tipo de hesitação em seguir a direção de Mao, incluindo Liu Shaoqi e Deng Xiaoping, foram removidos de seus postos quase imediatamente; e, com suas famílias, submetidos à crítica das massas e humilhação.

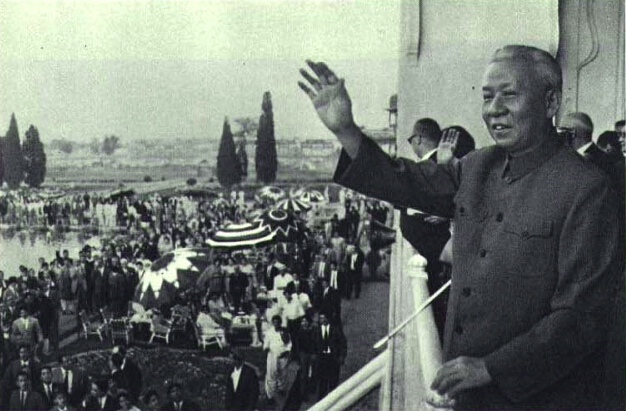
Liu Shaoqi em 1966, primeiro ano da Revolução Cultural

Liu e Deng, junto com muitos outros, foram denunciados como "seguidores do caminho capitalista". Liu foi rotulado como um "traidor" e "o maior seguidor do caminho capitalista no Partido", sendo substituído da posição de Vice-Presidente por Lin Biao em julho de 1966. Em 1967, Liu e sua esposa Wang Guangmei foram colocados em prisão domiciliar em Pequim. Liu foi removido de todas as suas posição e expurgado do Partido em outubro de 1968.Após sua prisão, Liu desapareceu da vida pública.

### Vilificação, morte e reabilitação
Liu foi espancado regularmente durante sessões de denúncia pública após sua prisão em 1967. Foram-lhe negados medicamentos para sua diabetes, até então uma doença de longo prazo, e para pneumonia, que ele desenvolveu após sua prisão. Liu recebeu eventuais tratamentos somente quando Jiang Qing temia que ele fosse morrer;  ela desejava que Liu fosse mantido vivo para servir como um "alvo vivo" durante o 9º Congresso do Partido realizado em 1969.[carece de fontes?]
No Congresso, Liu foi denunciado como um traidor e agente inimigo. Zhou Enlai leu o veredito do Partido de que Liu era "um traidor criminoso, agente inimigo e sarna a serviço dos imperialistas, revisionistas modernos e reacionários do Kuomintang". As condições de saúde de Liu não melhoraram após ser denunciado no Congresso, e ele morreu pouco depois.
Em um diário escrito pelo principal médico de Liu, ele contestou os alegados mal tratos que Liu supostamente recebeu durante seus últimos dias. De acordo com o Dr. Gu Qihua, havia uma equipe médica dedicada a cuidar da doença de Liu; entre julho de 1968 e outubro de 1969, Liu teve um total de sete ocorrências de pneumonia em razão da deterioração de seu sistema imunológico, e houve um total de 40 consultas de grupo realizadas por profissionais médicos especializados para o tratamento desta doença. Liu foi monitorado de perto diariamente pela equipe médica, e eles se esforçaram ao máximo dadas as circunstâncias adversas. Ele morreu de doença em 12 de novembro 12 de 1969, e foi cremado no dia seguinte.
Em fevereiro de 1980, dois anos após Deng Xiaoping chegar ao poder, a Quinta Plenária do 11º Comitê Central do Partido Comunista da China publicou a "Resolução sobre a Reabilitação do Camarada Liu Shaoqi". A resolução declarava que a expulsão de Liu era injusta e removeu todos os rótulos de "renegado, traidor e sarna" que estavam associados a ele na época de sua morte. Também declarou que Liu fora "um grande marxista e revolucionário proletário" e o reconheceu como sendo um dos principais líderes do Partido Comunista. Lin Biao foi acusado de "inventar evidências falsas" contra Liu, e por trabalhar com a Gangue dos Quatro para sujeitá-lo à "conspiração política e perseguição física". Uma cerimônia memorial nacional de alto padrão foi realizada para Liu em 17 de maio de 1980, e suas cinzas foram espalhadas no mar de Qingdao de acordo com seus últimos desejos.
Em 23 de novembro de 2018, o Secretário-Geral do Partido Comunista da China Xi Jinping fez um discurso no Grande Salão do Povo em Pequim para comemorar o 120º aniversário de nascimento de Liu Shaoqi.

## Vida pessoal
Liu casou cinco vezes, incluindo com He Baozhen (何宝珍) and Wang Guangmei (王光美). Sua terceira esposa, Xie Fei (谢飞), era de Wenchang, Hainan, e uma das poucas mulheres na Longa Marcha de 1934. Após sua morte em 1969, Wang Guangmei, sua esposa, foi levada à prisão por Mao Zedong durante a Revolução Cultural; ela foi submetida a condições adversas em confinamento solitário por mais de uma década.